# سیارک ۵۷۲۰
سیارک ۵۷۲۰ (به انگلیسی: 5720 Halweaver، نامگذاری:1984FN) پنج هزار و هفتصد و بیستمین سیارک کشف شده‌است که در ۲۹ مارس ۱۹۸۴ کشف شد.
قدر مطلق سیارک برابر ۱۳٫۵۰ است.